# Diane Murphy
Diane Kathleen Murphy (Encino, 17 de junho de 1964) é uma ex-atriz infantil estadunidense, conhecida por sua participação no seriado A Feiticeira no papel de "Tabitha Stevens" (no Brasil, "Tabatha"), por uma temporada. Depois a sua irmã gêmea fraternal, Erin Murphy, passou a atuar neste papel pelas outras seis temporadas. 
Diane deixou a indústria de entretenimento aos 13 anos e jamais retornou. Posteriormente ela obteve um MBA.